# 花島三郎
花島 三郎（はなじま さぶろう、? - 1999年11月10日）は、日本の腹話術師。本名∶杉田 精一。

## 経歴
子どものころからメンタルマジック、物理トリックなどに興味を持つ。
中学校を中退して落語家・昔々亭桃太郎に弟子入りしたが、米国映画の腹話術に魅せられ、浅草の文楽の人形師に制作依頼した人形に自己の子どもの頃のニックネームであった「おしゃべり精ちゃん」と名付け、1941年、「桃城」の芸名で陸軍の催しに招かれ芸を披露。17年日本人初の腹話術師として浅草で正式デビュー。色物として落語芸術協会に所属した。
自分の分身のような人形に辛らつな社会風刺を言わせる新しい芸で一躍人気者になり、六代目三遊亭圓生、八代目桂文楽らと共演した。
やがてテレビの普及と共に舞台に立つことがなくなり、かくし芸的なマジックを研究、のち教室を開く。1974年、話題の超能力者であったユリ・ゲラーと対決し、彼のやることは全て手品と断定。その経験をもとに心理療法、催眠療法までにも手を伸ばす。やがて“無意識の働き”に着眼して“花島式占法”をつくり上げた。
また腹話術師として長く警視庁、消防学校でその講師を務めた。

## 弟子
- 花島二郎

## 著書
- 「七頁読めば納得できるホンモノ占い」